# Masanori Kizawa
Masanori Kizawa (jap. 木澤 正徳, Kizawa Masanori; * 2. Juni 1969 in der Präfektur Ibaraki) ist ein ehemaliger japanischer Fußballspieler.

## Karriere
Kizawa erlernte das Fußballspielen in der Schulmannschaft der Koga Daiichi High School. Seinen ersten Vertrag unterschrieb er 1988 bei Furukawa Electric. Der Verein spielte in der höchsten Liga des Landes, der Japan Soccer League. 1990 erreichte er das Finale des JSL Cup. Mit Gründung der Profiliga J.League 1992 und der damit verbundenen Neuorganisation des japanischen Fußballs wurde das Firmenteam von Furukawa Electric zu JEF United Ichihara. Für den Verein absolvierte er 75 Erstligaspiele. 1995 wechselte er zum Ligakonkurrenten Cerezo Osaka. Für den Verein absolvierte er 115 Erstligaspiele. 1999 wechselte er zum Zweitligisten Albirex Niigata. Für den Verein absolvierte er 71 Spiele. 2001 wechselte er zum Ligakonkurrenten Mito Hollyhock. Für den Verein absolvierte er 117 Spiele. Ende 2004 beendete er seine Karriere als Fußballspieler.

## Erfolge
Furukawa Electric
- JSL Cup

Finalist: 1990